# 稲野年恒
稲野 年恒（いなの としつね、安政5年〈1858年〉 - 明治40年〈1907年〉5月27日）とは、明治時代の浮世絵師、日本画家。墓所は太平寺から四天王寺へ移転。

## 来歴
月岡芳年の門人。加賀国（現石川県）金沢の出身で本姓は武部、名は孝之。後に稲野家に養子に入り、画姓として稲野を使用した。嬴斎（えいさい）、胤斎、北梅、可雅賎人、可雅仙人とも号す。東京で月岡芳年に浮世絵を学んだ後、京都の幸野楳嶺に師事した。のち大阪に住む。明治15年（1882年）頃から「東京名所両国横山町通鉄道馬車往復之図」などの大錦3枚続シリーズや、「毎日新聞」において小説の挿絵を描いた。他にも、雑誌、装丁の挿絵、口絵などに新機軸を発揮、幅広く活動した。口絵では明治19年（1886年）に刊行された坪内逍遥の『当世書生気質』合本及び『未来の夢』（ともに晩青堂版）を始めに、明治24年（1891年）刊行の末広鉄腸の『黄金の花』、翌明治25年（1892年）刊行の『南海の激浪』（ともに嵩山堂版）などが挙げられる。活躍した期間も長く、多くの作家の口絵を手がけているが、その作風は浮世絵の影響を引き継いだ感じが強く、線に依存している点が特徴であった。明治26年（1893年）のシカゴ万国博覧会に毎日新聞社から派遣された。帰国後は「大阪朝日新聞」に移り、挿絵などを描いている。享年50。墓所は大阪市天王寺区夕陽丘の太平寺。法名は孝之院不睦年恒居士。
大阪で芳年門下の系統を育てており、門人に北野恒富、幡恒春、宮本恒秀、赤井恒茂、恒志、磯部恒延、槙岡恒房がいる。

## 作品
- 「兄弟死を争って危難を免る」　大錦
- 「錦絵修身談  巻二 孝子食を路に乞ふて其の情を達す」　大錦 年恒画、年親校
- 『葛の裏葉』　口絵　山田美妙作　明治24年　嵩山堂
- 『いさなとり』前後　口絵　幸田露伴作　明治24年‐明治25年　嵩山堂
- 『天明義民伝』　口絵　井上笠園作　明治26年　駸々堂
- 『明治四十年の日本』前後　口絵　末広鉄腸作　明治26年　嵩山堂
- 『新梅鉢』　口絵　渡辺霞亭作　明治26年　積善館
- 『一閃影』　口絵　中村花痩作　明治27年　駸々堂
- 『女刺客』　口絵　宮崎三昧作　明治27年　駸々堂
- 『京人形』　口絵　尾崎紅葉作　明治28年　駸々堂
- 『台湾陣』　口絵　加藤紫芳作　明治28年　春陽堂
- 『水戸黄門西国巡遊記』　口絵　笑福亭松鶴作　明治28年　駸々堂
- 『花盗人』　口絵　石橋思案作　明治28年　駸々堂
- 『破れ羽織』　口絵　堺枯川作　明治29年　駸々堂
- 『岡村掃部』　口絵　福地桜痴作　明治29年　一二三館
- 『花のかおり』　口絵　渡辺霞亭作　明治29年　積善館
- 『根あがり松』　口絵　半井桃水作　明治33年　駸々堂
- 『紙子蒲団』　口絵　渡辺霞亭作　明治34年　誠進堂